# Tatyr-Uziak
Tatyr-Uziak (ros. Татыр-Узяк) – wieś (sieło) w Rosji, w Baszkortostanie, w rejonie chajbullińskim. W 2010 liczyła 1146 mieszkańców.